# Benton Heights
Benton Heights é uma Região censo-designada localizada no estado americano de Michigan, no Condado de Berrien.

## Demografia
Segundo o censo americano de 2000, a sua população era de 5458 habitantes.

## Geografia
De acordo com o United States Census Bureau tem uma área de 
10,0 km², dos quais 10,0 km² cobertos por terra e 0,0 km² cobertos por água. Benton Heights localiza-se a aproximadamente 192 m acima do nível do mar.

## Localidades na vizinhança
O diagrama seguinte representa as localidades num raio de 12 km ao redor de Benton Heights. 